# هیروکی یامامورا
هیروکی یامامورا (انگلیسی: Hiroki Yamamura؛ زادهٔ ۱۱ فوریهٔ ۱۹۸۱) پویانما، طراح شخصیت اهل ژاپن است. وی از سال ۲۰۰۲ میلادی تاکنون مشغول فعالیت بوده‌است.